# Peter Joseph Elvenich
Peter Joseph Elvenich (Embken, 29 januari 1796 - Breslau, 16 juni 1886) was een Duits Katholiek theoloog en filosoof. Hij was een van de belangrijkste supporters en  verdedigers van het Hermesianisme, een theologisch geloofssysteem, dat is genoemd naar de theoloog Georg Hermes (1775-1831).
Hij studeerde theologie en filosofie in Münster en Bonn. In Bonn hield hij toezicht op de toen twaalfjarige Peter Gustav Lejeune Dirichlet, die daar in 1817-18 aan het plaatselijk gymnasium studeerde. In 1821 werd hij leraar in Koblenz. Twee jaar later werd hij privaatdocent aan de Universiteit van Bonn. In 1826 werd hij daar tot geassocieerd professor in de filosofie benoemd. In 1829 werd hij gewoon hoogleraar aan de Universiteit van Breslau. 

## Geselecteerde publicaties
- (de)  Die Wesenheit des Geistes (De essentie van de geest), (Breslau 1857);
- (de)  Die Beweise für das Dasein Gottes nach Cartesius (Het bewijs voor het bestaan van God na René Descartes), (Breslau 1868);
- (de)  Der unfehlbare Papst en Der Papst und die Wissenschaft ("De onfeilbare paus" en "De Paus en de wetenschap"), 1870